# Малиновка (Вологодский район)
Малиновка — деревня в Вологодском районе Вологодской области.
Входит в состав Спасского сельского поселения, с точки зрения административно-территориального деления — в Спасский сельсовет.

## География
Расстояние по автодороге до районного центра Вологды — 18 км, до центра муниципального образования Непотягово — 8 км. Ближайшие населённые пункты — Голубково, Козицыно, Озерково, Марюхино, Петровское.

## История
В 1962 г. указом Президиума Верховного Совета РСФСР деревня Поповка переименована в деревню Малиновка.

## Население
| 2010 |
| ---- |
| 0    |

По данным переписи в 2002 году постоянного населения не было.